# Timo Löhnert
Timo Löhnert (* 20. Juni 1969 in Dresden) ist ein ehemaliger deutscher Fußballspieler. Er spielte für Stahl Eisenhüttenstadt in der DDR-Oberliga und für den FC Carl Zeiss Jena in der 2. Bundesliga.

## Sportliche Laufbahn

### Stahl Eisenhüttenstadt
Löhnert, Sohn der zweifachen DDR-Meisterin und Olympiateilnehmerin im Weitsprung Bärbel Löhnert, begann 1975 bei der Betriebssportgemeinschaft (BSG) des Wohnungs- und Gesellschaftsbaukombinats in Frankfurt (Oder) Fußball zu spielen. Im Alter von 16 Jahren wechselte er 1985 zur BSG Stahl Eisenhüttenstadt, bei der er bereits in der Saison 1987/88 zu seinem ersten Punktspiel in der zweitklassigen DDR-Liga kam. Nachdem er seine Ausbildung zum Mechaniker abgeschlossen hatte, wurde er für die Spielzeit 1988/89 offiziell als Stürmer in das Aufgebot der 1. Männermannschaft der BSG Stahl aufgenommen. Er bestritt in dieser Saison 15 der ausgetragenen 34 Punktspiele, stand aber nur sechsmal in der Startformation. Eisenhüttenstadt schloss die Saison überraschend als Aufsteiger in die Oberliga ab.
Mehrfach aussetzend kam der 1,78 Meter große Löhnert in seiner ersten Oberligasaison auf 19 Einsätze, erst in den letzten fünf Punktspielen wurde er regelmäßig von Beginn an als Stürmer eingesetzt. Während er in dieser Spielzeit nur ein Tor erzielte, wurde er im folgenden Oberligajahr der BSG Stahl mit acht Treffern Torschützenkönig seiner Mannschaft. Mit 24 Punktspieleinsätzen gehörte er in der finalen eigenständigen Saison des ostdeutschen Erstligafußballs auch zur Stammelf. Am 2. Juni 1991 stand er als rechter Angreifer mit seiner Mannschaft, inzwischen als Eisenhüttenstädter FC Stahl antretend, im letzten Endspiel um den ostdeutschen Pokal, das der FC Stahl mit 0:1 gegen den letzten DDR-Meister Hansa Rostock mit 0:1 verlor. Da sich Eisenhüttenstadt 1991 nur für die drittklassige NOFV-Amateur-Oberliga qualifiziert hatte, verließ Löhnert den FC Stahl, nachdem er in Eisenhüttenstadt 59 Punktspiele absolviert und dabei zehn Tore erzielt hatte.

### FC Carl Zeiss Jena
Zu Beginn der Saison 1991/92 schloss sich Löhnert dem FC Carl Zeiss Jena an, der sich als bisherige DDR-Oberliga-Mannschaft für die 2. Bundesliga qualifiziert hatte. In den 32 Punktspielen der Südstaffel wurde er zwar 29-mal eingesetzt und erzielte auch sieben Tore, doch stand er als Stürmer nur in zehn Begegnungen in der Startelf, und in den übrigen Spielen wurde er jeweils vorzeitig ausgewechselt. 1992/93 spielte Löhnert nur 15-mal in der 2. Bundesliga (1 Tor), stand nur einmal in der Startformation und bestritt keine Partie über die volle Spieldauer. In Jenas dritter Zweitligasaison 1993/94 kam Löhnert überhaupt nicht zum Einsatz. Nachdem der FC Carl Zeiss nach dieser Spielzeit absteigen musste, bestritt Löhnert in der Regionalliga-Saison 1994/95 nach längerer Verletzungspause nur ein einziges Punktspiel und beendete danach seine Laufbahn als Fußballspieler im Leistungsbereich. In seinen vier Spielzeiten beim FC Carl Zeiss hatte er 49 Pflichtspiele bestritten (45 Punkt- und 4 Pokalspiele) und neun Tore erzielt (8/1).

### Karriereende
Als Amateurspieler war Löhnert von 1994 bis 1998 beim Thüringer Landesligisten SV Funkwerk Kölleda aktiv. Als dieser 1998 in finanzielle Schwierigkeiten geriet, wechselte er zum Ligakonkurrenten VfB 09 Pößneck. Dort beendete er 2001 seine fußballerische Laufbahn endgültig.